# Branovo
Branovo es un municipio del distrito de Nové Zámky en la región de Nitra, Eslovaquia, con una población estimada a final del año 2024 de 577 habitantes.
Se encuentra ubicado al sur de la región, cerca de los ríos Nitra y Hron (cuenca hidrográfica del Danubio) y de la frontera con Hungría.

## Demografía
| Año        | 1994 | 2004    | 2014    | 2024    |
| ---------- | ---- | ------- | ------- | ------- |
| Población  | 554  | 570     | 600     | 577     |
| Diferencia |      | +2,88 % | +5,26 % | −3,83 % |

| Año        | 2023 | 2024    |
| ---------- | ---- | ------- |
| Población  | 580  | 577     |
| Diferencia |      | −0,51 % |